# جامع بايزيد الثاني (أدرنة)
جامع بايزيد الثاني (بالتركية: II. Bayezid Camii)، هو مسجد أثري بمدينة أدرنة بتركيا بناه السلطان العثماني بايزيد الثاني بين عامي 1484–1488م، ويقع ضمن مجمع السلطان بايزيد الثاني، وافتتح للعبادة عام 1488م. 
صُمم المجمع ليكون مركزًا دينيًا واجتماعيًا وثقافيًا، ويضم بالإضافة إلى المسجد: مستشفى "دار الشفاء"، مدرسة، مطبخًا للفقراء (عمارت)، وخانًاً. بُنِي الجامع على شكل مربع، ويعلوه قبة مركزية واحدة قطرها 22 مترًا، مدعومة بأربعة جدران ضخمة دون أعمدة داخلية، مما يعطي المسجد مساحة واسعة ومفتوحة.

## الإنشاء
يقع المسجد في وسط وحدات مجمع السلطان بايزيد الثاني، وهو بناء مربع الشكل بلا أعمدة أو أقواس. 
صمم الجامع المعماري العثماني "معمار خير الدين" أو "يعقوب شاه بن سلطان شاه".
وضع أساس الجامع السلطان العثماني بايزيد الثاني عام 1484م ، وافتُتِحَ للعبادة عام 1488م.
أنشأ "علي أفندي زنبيللي" (بالتركية: Zenbilli Ali Efendi) النص التأسيسي لإنشاء الجامع وخطّه الخطاط "الشيخ حمد الله" (بالتركية: Şeyh Hamdullah) على لوحة ثُبّتت فوق الباب الرئيسي للجامع، يتكون النص من سطرين مرتبين على ستة مربعات.
وتُنسب الكتابات المُكونة من خمسة أبيات فوق المحاريب الموجودة على الجدران اليمنى واليسرى للباب إلى "الشيخ حمد الله" أيضًا.

زخارف وكتابات مدخل الجامع من الخارج
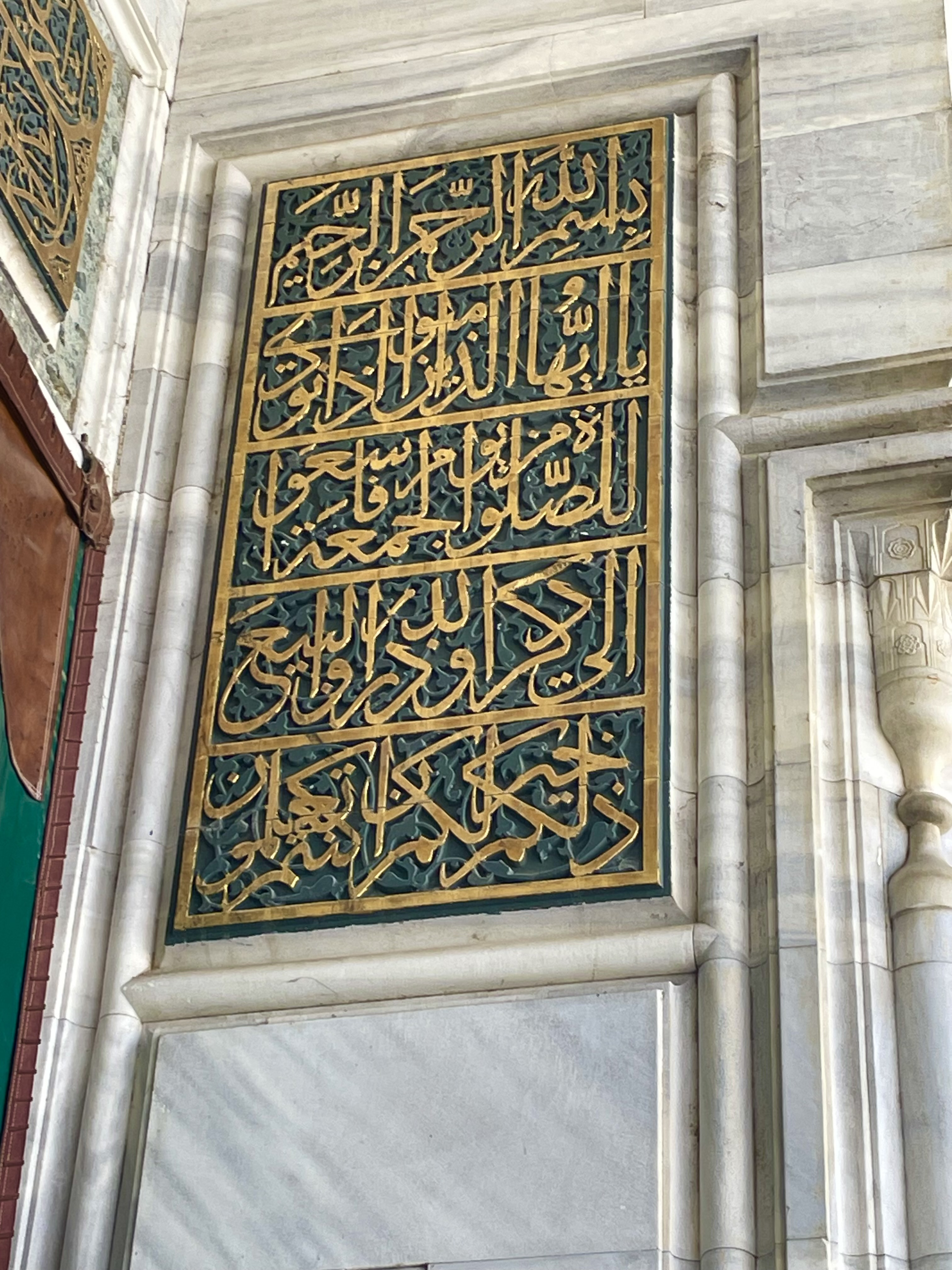
آية "إذا نودي للصلاة من يوم الجمعة فاسعوا إلى ذِكر الله" علي جانبي المخل من الخارج.

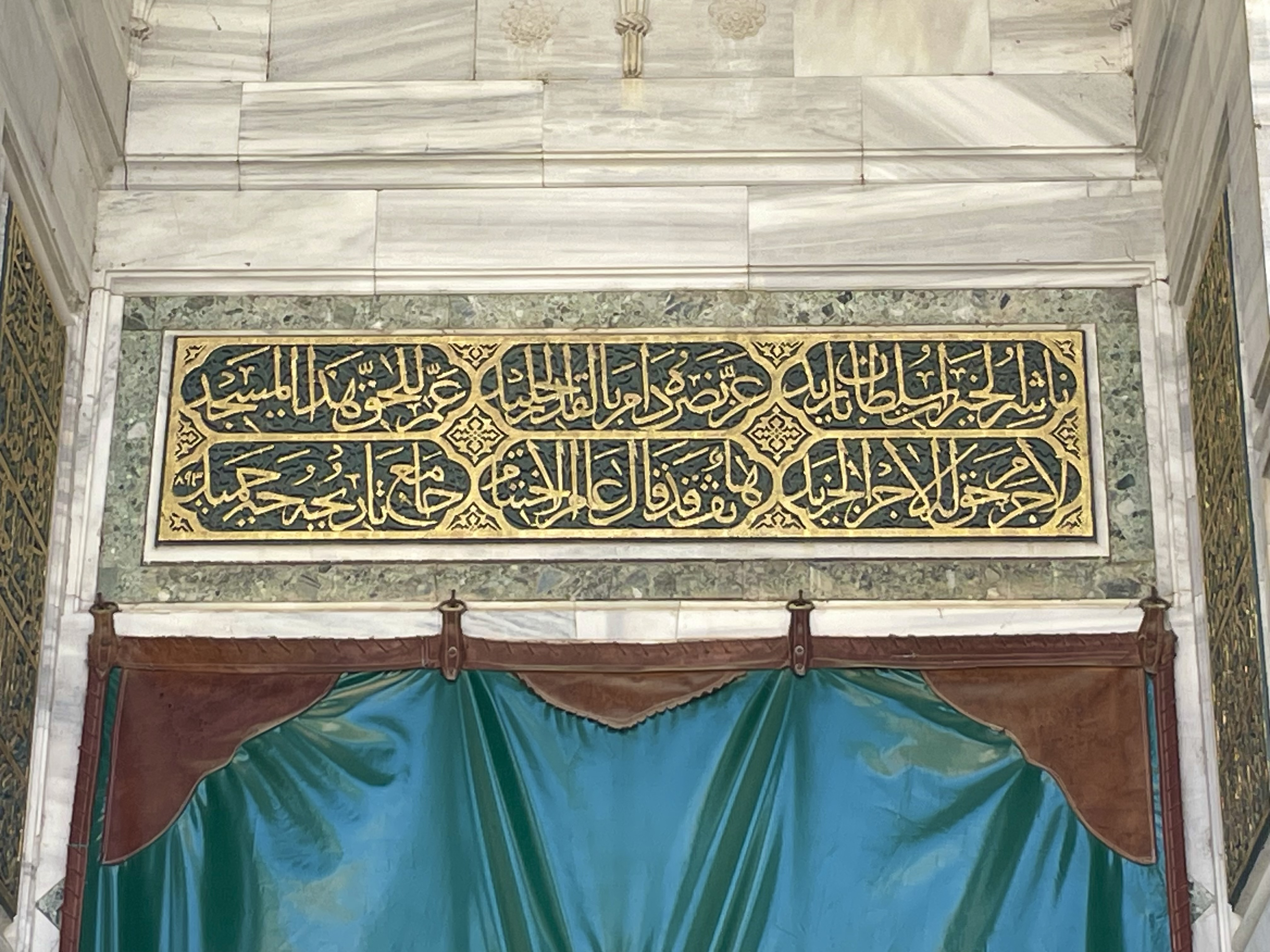
أنشأ "علي أفندي زنبيللي" النص التأسيسي لإنشاء الجامع وخطّه الخطاط "الشيخ حمد الله":
ناشر الخيرات سلطان بايزيد * عزّ نصره دام بالقدر * عمّر للحقّ هذا المسجد
لا جَرَمَ حقّ له الأجر الجزيل * هاتفٌ قد قال عالم الاختتام * جامع تاريخه خير جميل
ثم مكتوب بخط صغير بعد جملة "خير جميل" رقم: "893"، الذي هو التاريخ الهجري لبناء الجامع.

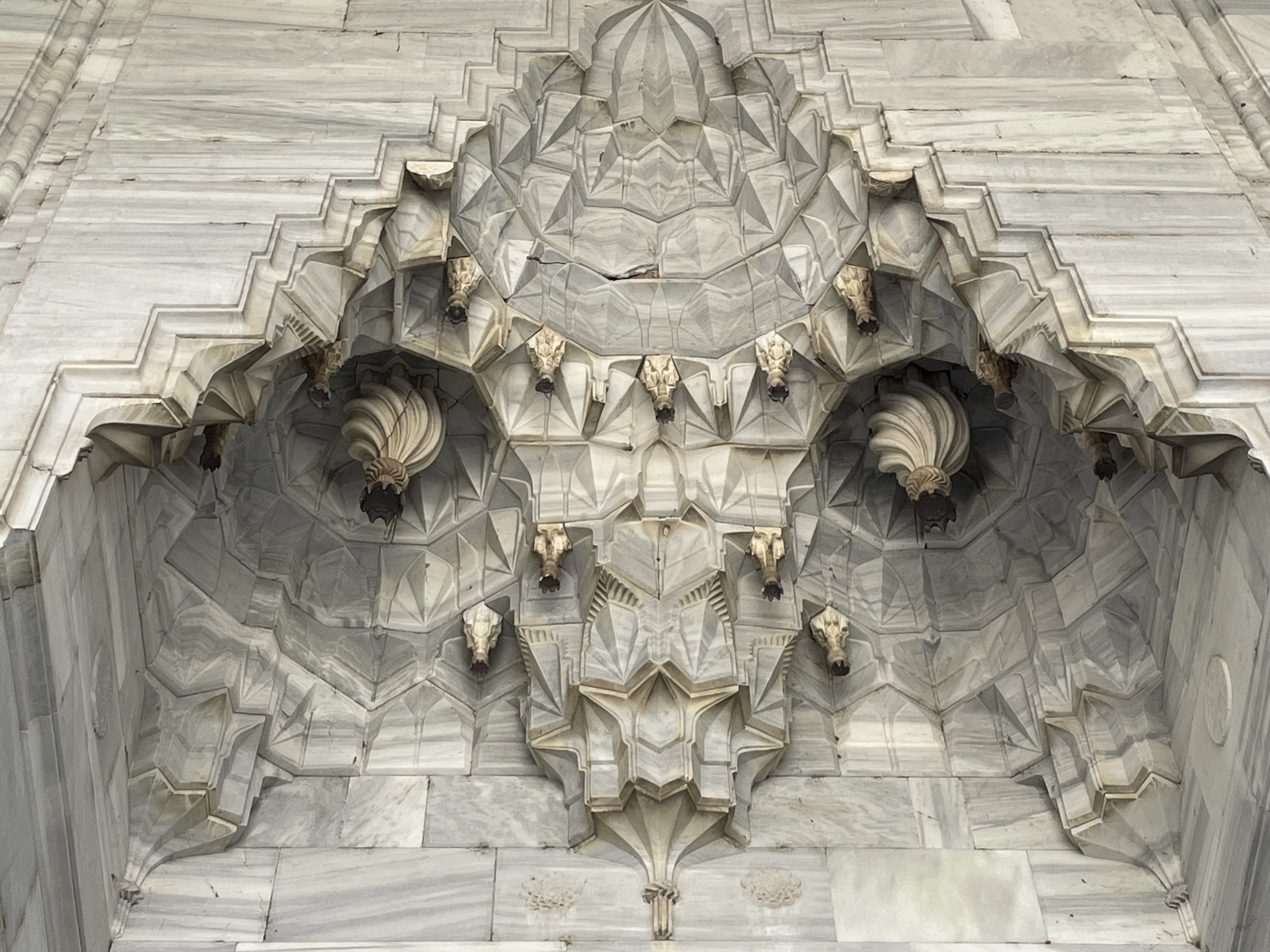
الزخارف أعلى باب الجامع من الخارج.
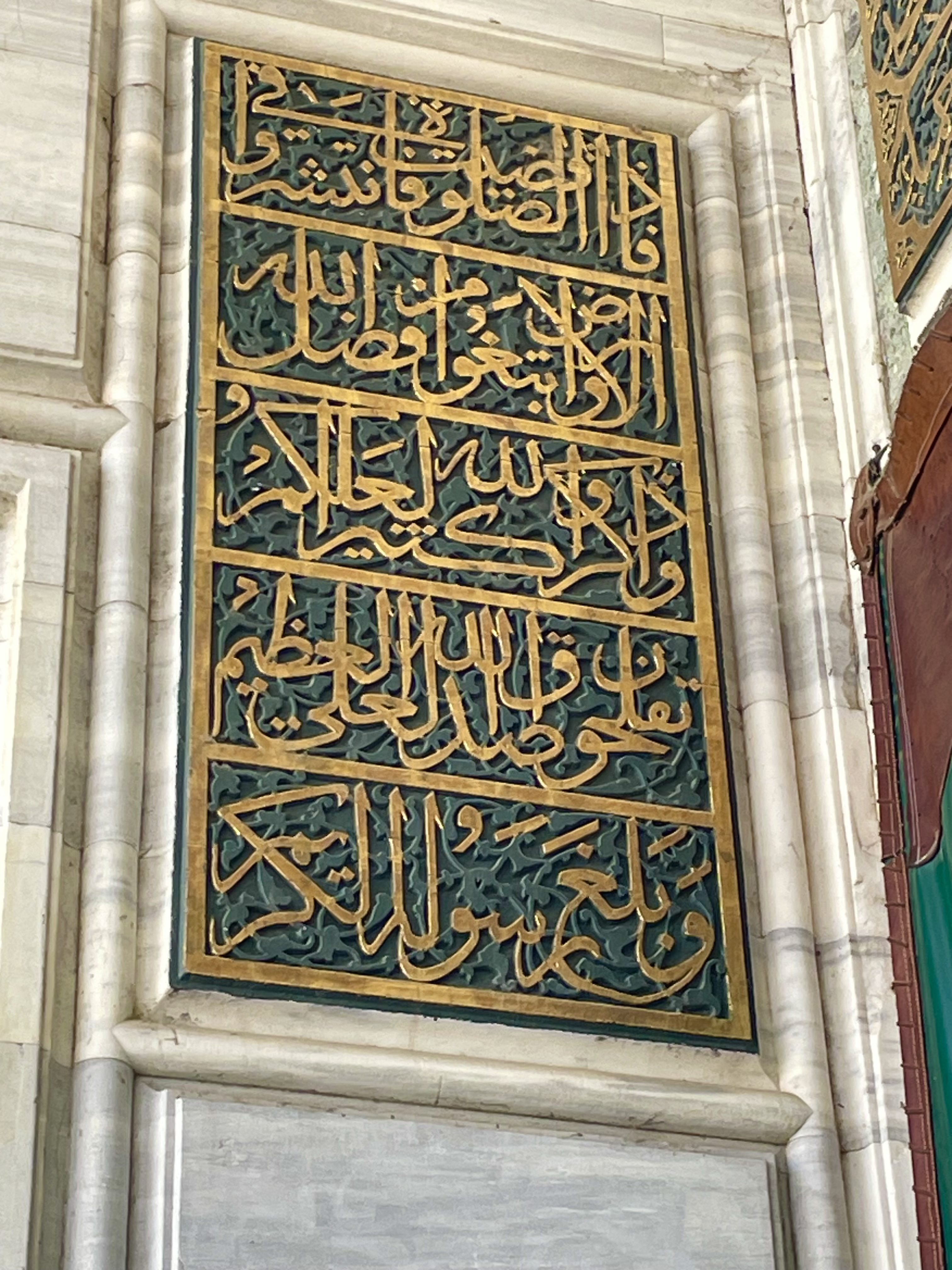
آية "إذا نودي للصلاة من يوم الجمعة فاسعوا إلى ذِكر الله" علي جانبي المخل من الخارج.

## تاريخ البناء بالعام الهجري

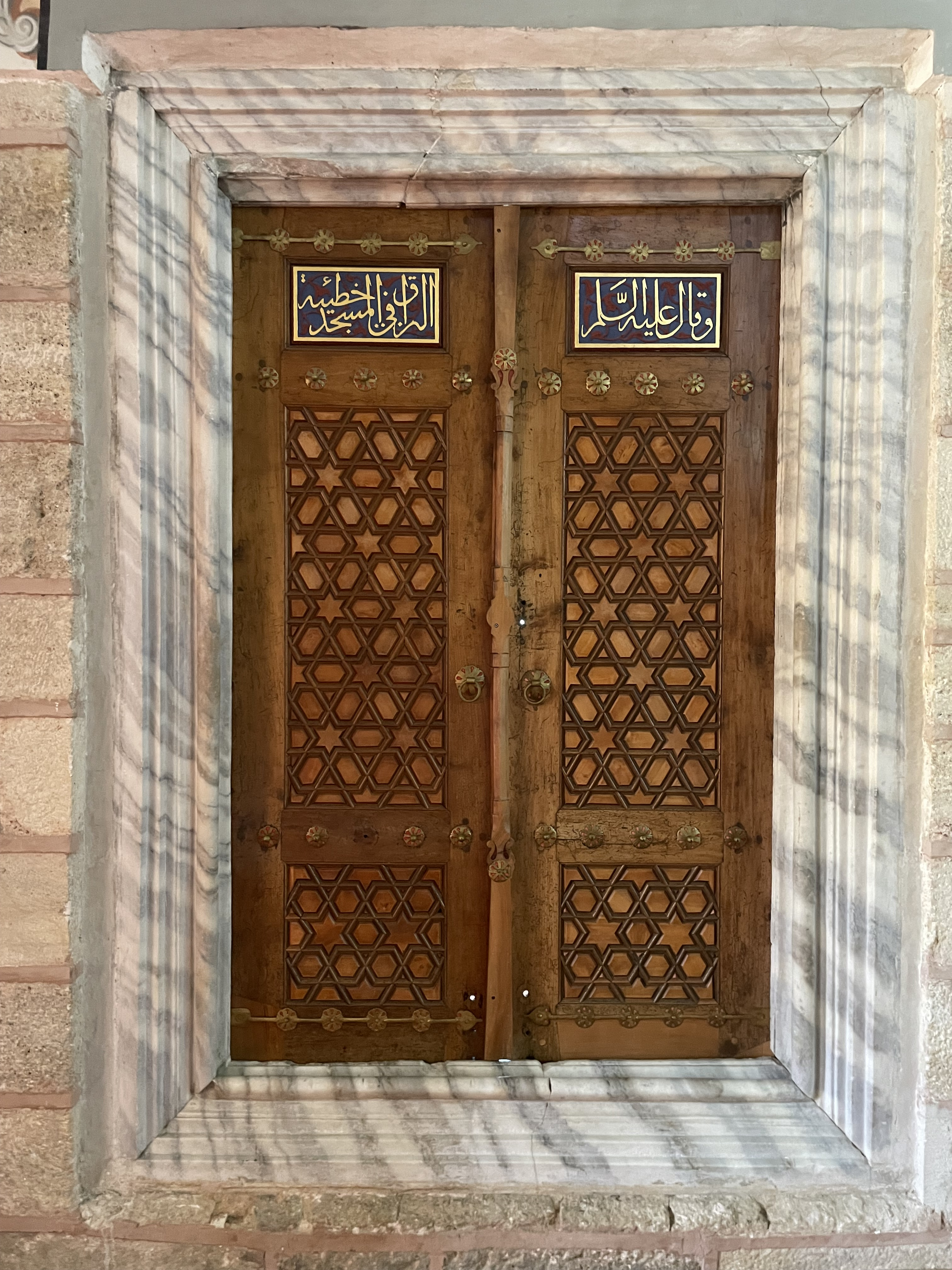
أحد الأبواب الخشبية داخل الجامع مكتوب على ضلفتيه حديث شريف: "وقال عليه السلام * البزاق في المسجد خطيئة"، وهذا جزء من حديث أنس رضي الله عنه قال: قال رسول الله صلى الله عليه وسلم: «البُزَاق في المسجد خَطيئة، وَكَفَّارَتُهَا دَفْنُها»، حديث صحيح رواه البخاري.

كعادة النصوص العثمانية، يوضع في نهاية النص التأسيسي تاريخ البناء مكتوبا بحساب الجُمَّل (القيم الأبجدية)، وهي طريقة لتسجيل صور الأرقام والتواريخ باستخدام الحروف الأبجدية، ليُعطى كل حرف رقما معينا يدل عليه، ويبدأ حساب الجمَّل بعد كلمة "تاريخه"، أي جملة "خير جميل".
لحساب قيمة "خير جميل" باستخدام حساب الجُمّل ، نقوم بتجزئة كل حرف وإعطائه قيمته وفق الجدول الأبجدي (أبجد هوز):
الكلمة الأولى: خير
- خ = 600
- ي = 10
- ر = 200   المجموع = 600 + 10 + 200 = 810

الكلمة الثانية: جميل
- ج = 3
- م = 40
- ي = 10
- ل = 30   المجموع = 3 + 40 + 10 + 30 = 83

المجموع الكلي:
"خير جميل" = 810 + 83 = 893 وهو العام الهجري المكتوب بنص صغير على لوحة النص التأسيسي أعلى باب الجامع، ويوافق تاريخ إنشاء المسجد وهو عام 1487–1488 م.

## وصف منشئات الجامع
يعلو الجامع قبة واحدة قطرها 22 مترًا، مرتكزة على أربعة جدران. يوجد في وسط الصحن شادروان (نافورة ماء للوضوء) مفتوحة من الأعلى ومُحاطة برواق به 22 قبة.
وتُعتبر "مقصورة السلطان" الموجودة داخل المسجد (هونكار محفلي) في أقصى يسار جدار القبلة، والتي تحتوي على 17 عامودًا رخاميًا تحتها، هي أول "مقصورة سلاطين" تُبنى في عمارة المساجد العثمانية. 
أما أبواب المسجد المصنوعة من الخشب المتشابك، والتي تُعد من أروع نماذج النجارة العثمانية، فقد تضررت بسبب بقائها تحت الماء لفترات طويلة خلال فيضانات نهر التونجا، ولحمايتها، نُقلت إلى متحف أدرنة للحفظ. 

منشئات في جامع بايزيد الثاني بإدرنة
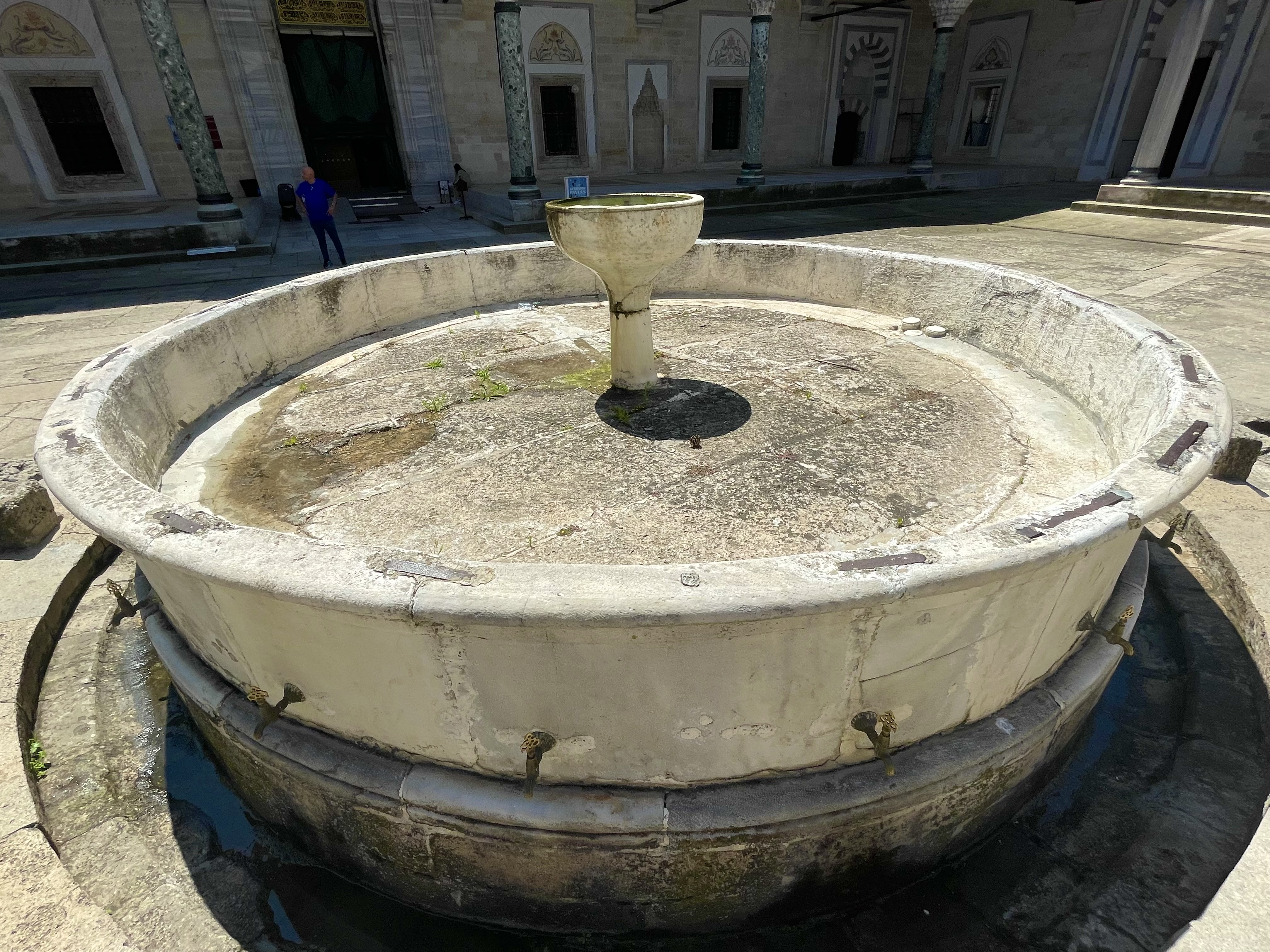
يوجد في وسط الصحن شادروان (نافورة ماء للوضوء) مفتوحة من الأعلى.
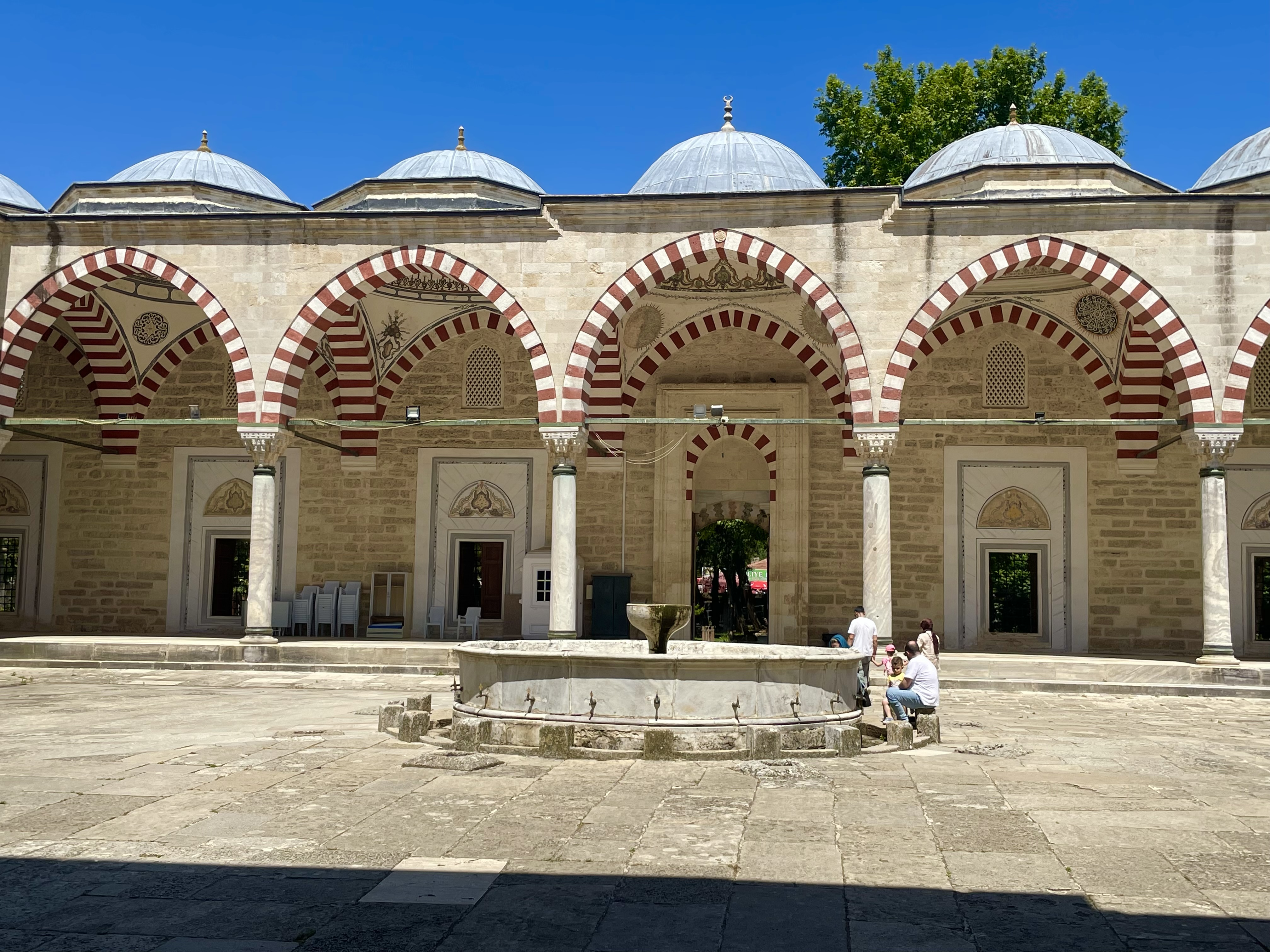
الشادروان المفتوح وبعض القباب المحيطة به في الرواق الخارجي.
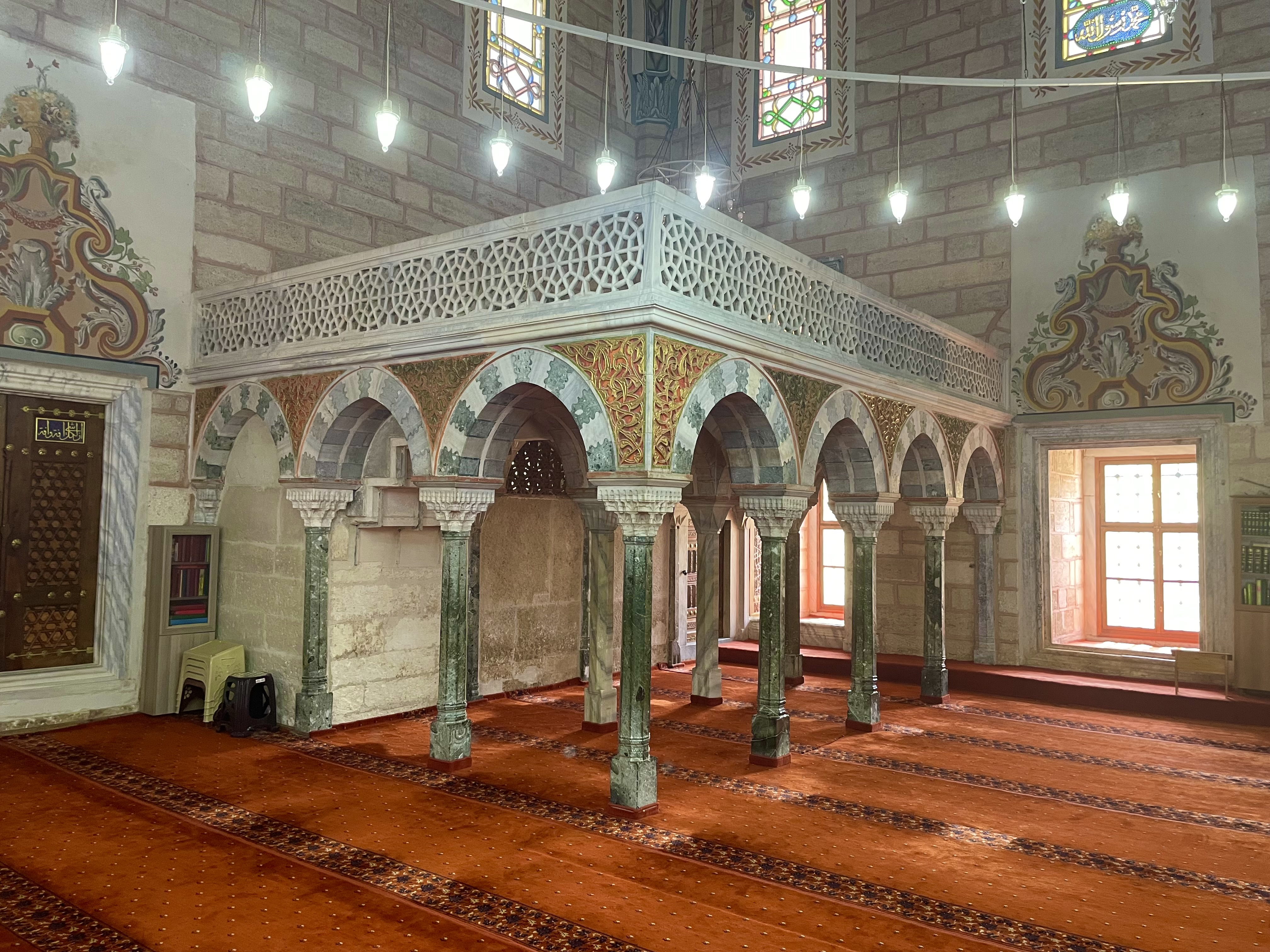
"مقصورة السلطان" (هونكار محفلي)، وهي  أول "مقصورة سلاطين" تُبنى في عمارة المساجد العثمانية.
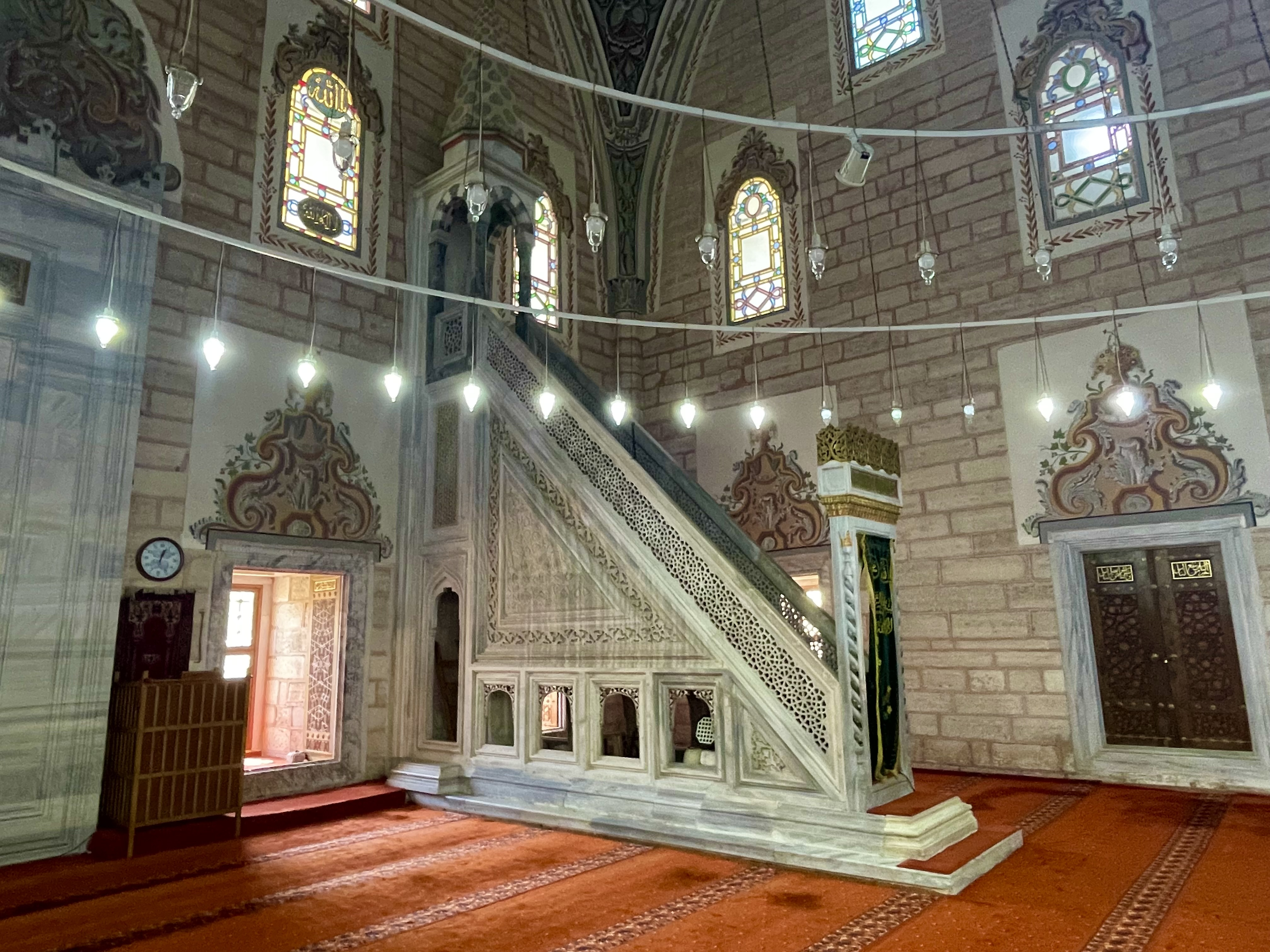
منبر الجامع ونوافذ الإضاءة العلوية ونافذة سفلية وأحد أبواب الجامع الخشبية.
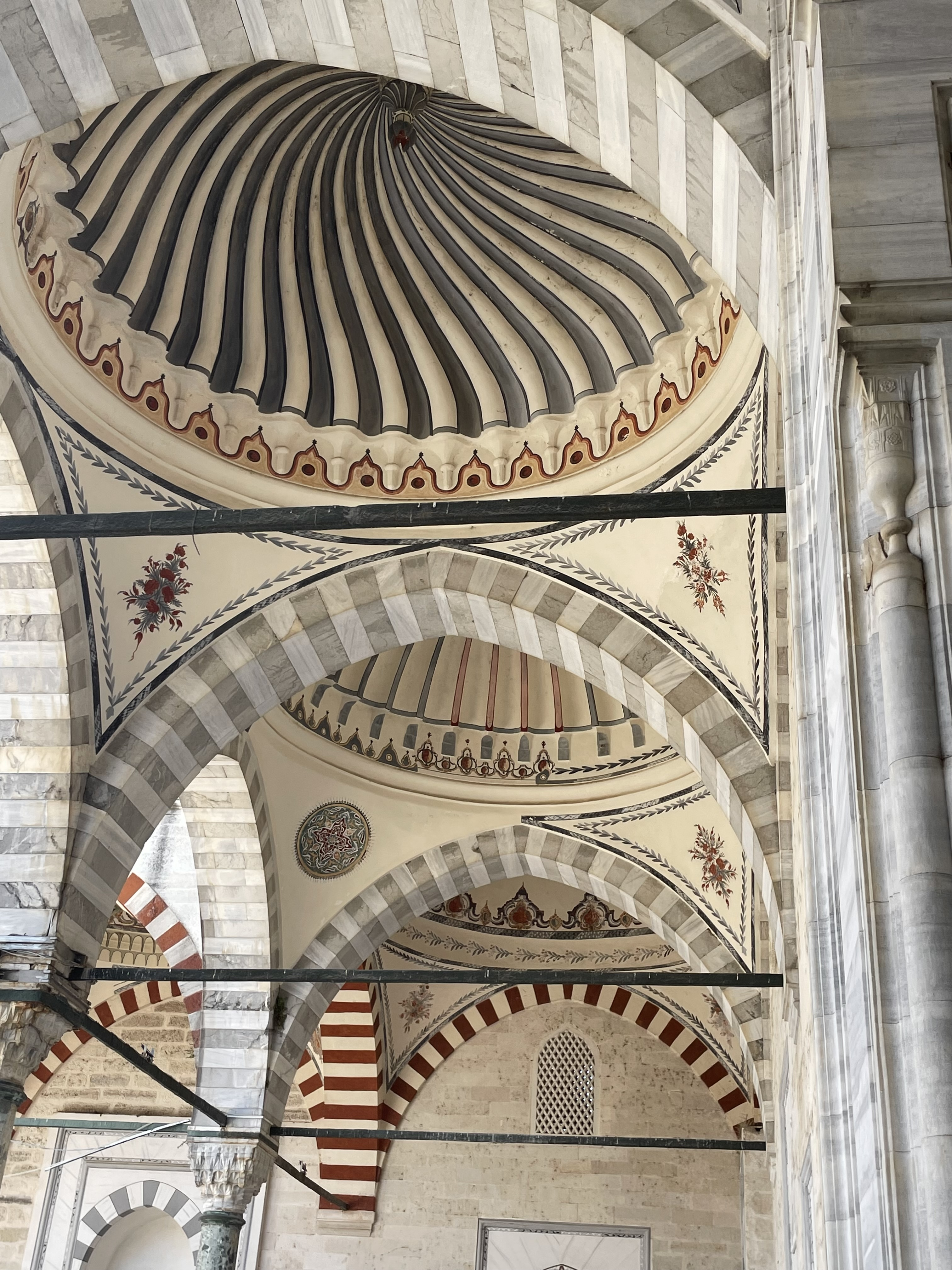
جانب من قباب الرواق الخارجي وبه تصاميم مختلفة إبداعية.

## مجمع السلطان بايزيد

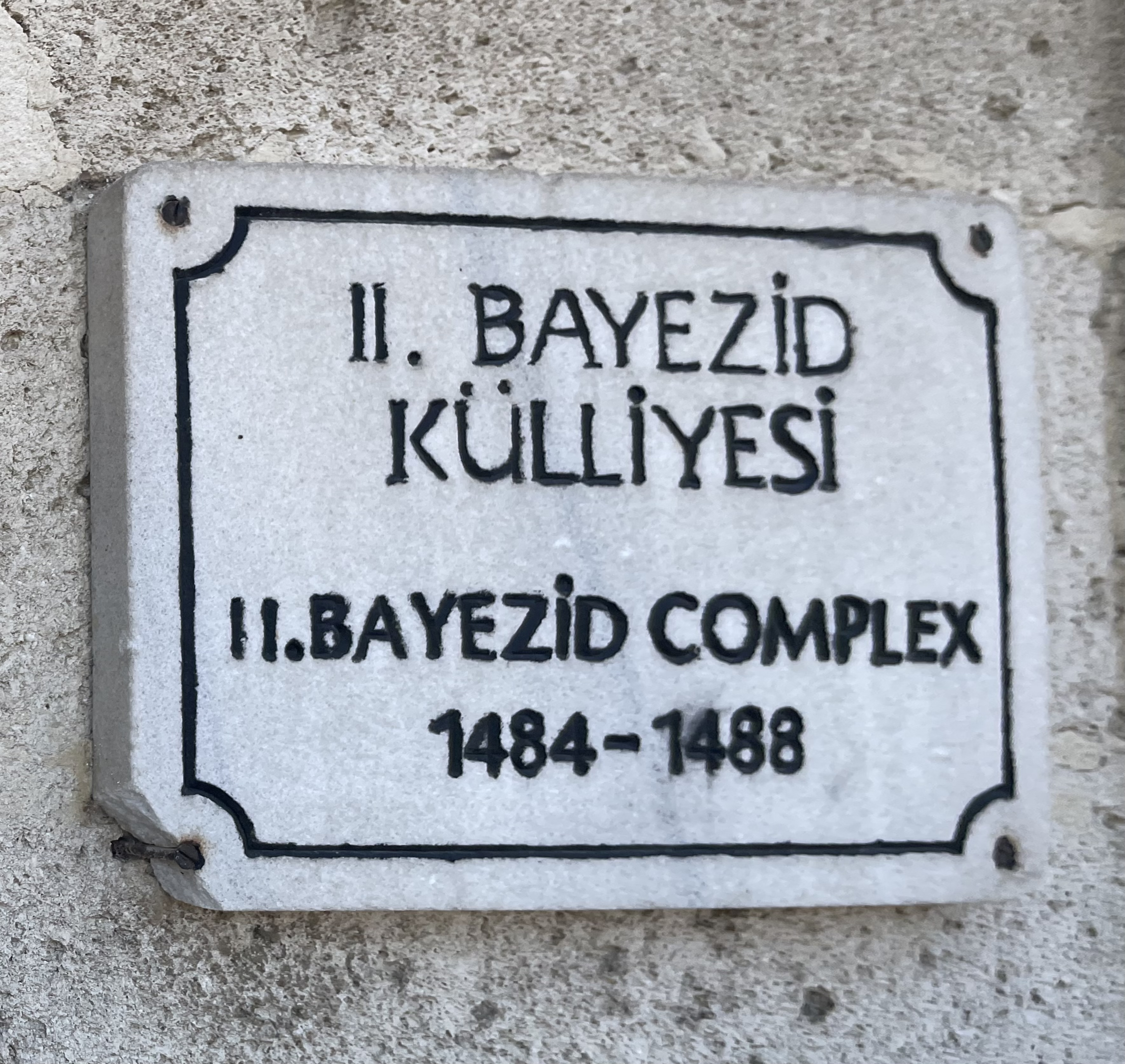
لوحة رخامية حديثة مكتوب عليها "مجمع بايزيد الثاني" باللغة التركية واللغة الإنجليزية، مثبتة على مدخل سور الجامع.

يضم مجمع السلطان بايزيد الثاني إلى جانب المسجد، المرافق التالية:
- دار الشفاء (مستشفى الأمراض العقلية): أحد أقدم المستشفيات النفسية في العالم، وكان يُستخدم لعلاج المرضى بالموسيقى والماء. وهو اليوم متحف الصحة (بالتركية: Sağlık Müzesi) تابع لليونسكو.[3]
- مدرسة: لتدريس العلوم الدينية والطبية.
- التكية والمطبخ الخيري: لإطعام الفقراء والمسافرين.

## الأهمية التاريخية
يُعد المسجد نموذجًا انتقاليًا بين العمارة العثمانية المبكرة (مثل مسجد أورخان غازي) والعصر الكلاسيكي (مثل مساجد معمار سنان).
يتميز بتصميمه البسيط والواسع، بعيدًا عن التأثيرات البيزنطية المباشرة، مما مهد الطريق لتطور القبة المركزية في المساجد العثمانية لاحقًا.

## الحالة الحالية

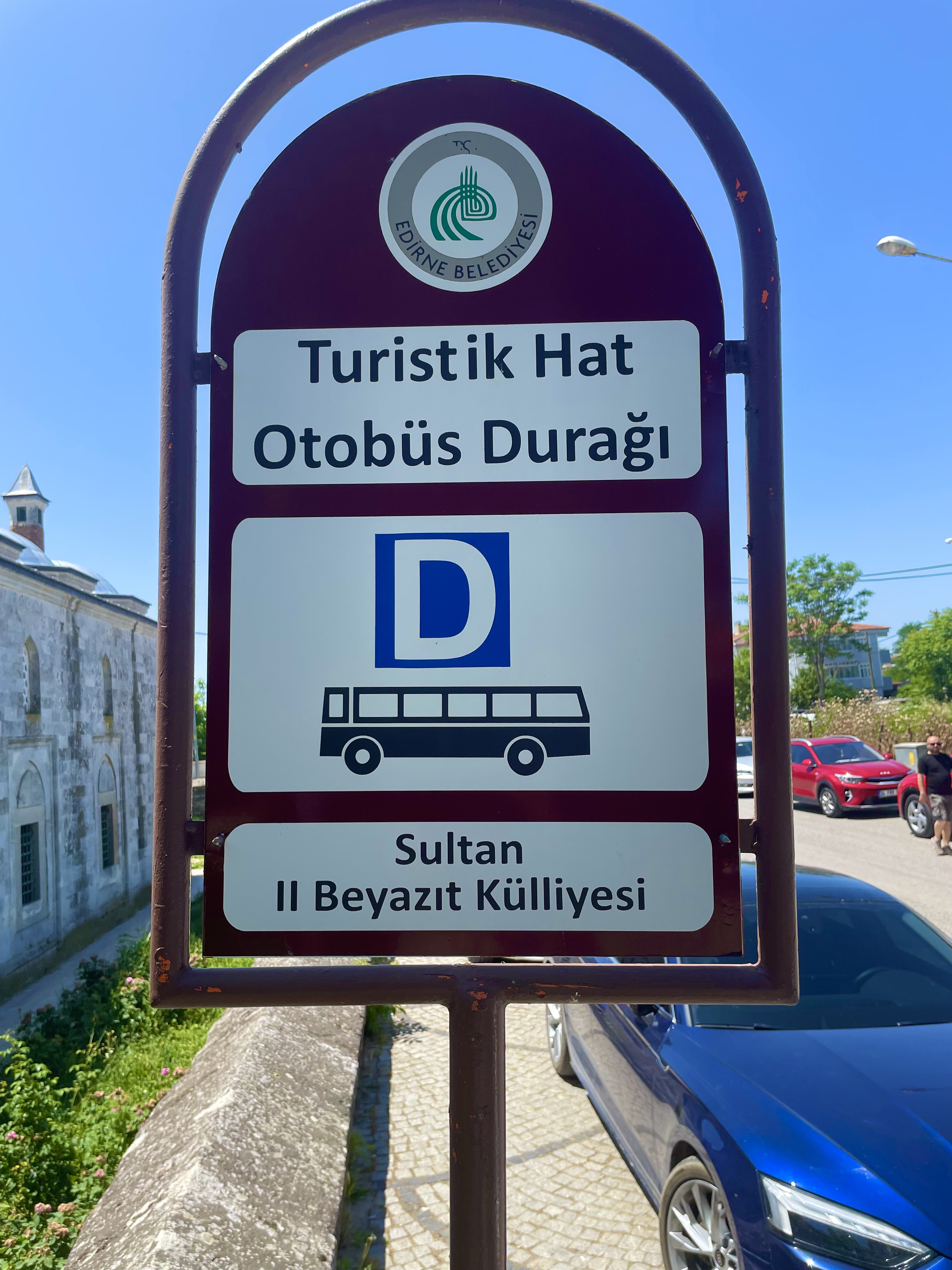
لوحة موقف حافلات الخط السياحي لمحطة "مجمع السلطان بايزيد الثاني".

المسجد لا يزال مفتوحًا للعبادة والصلاة، وتحولت أجزاء من المجمع (مثل المستشفى) إلى متاحف، وتستقبل السياح والزوار وبه موقف لخط الحافلات السياحية.
الموقع مدرج على القائمة المؤقتة لليونسكو للتراث العالمي منذ 2016م.

## معرض الصور

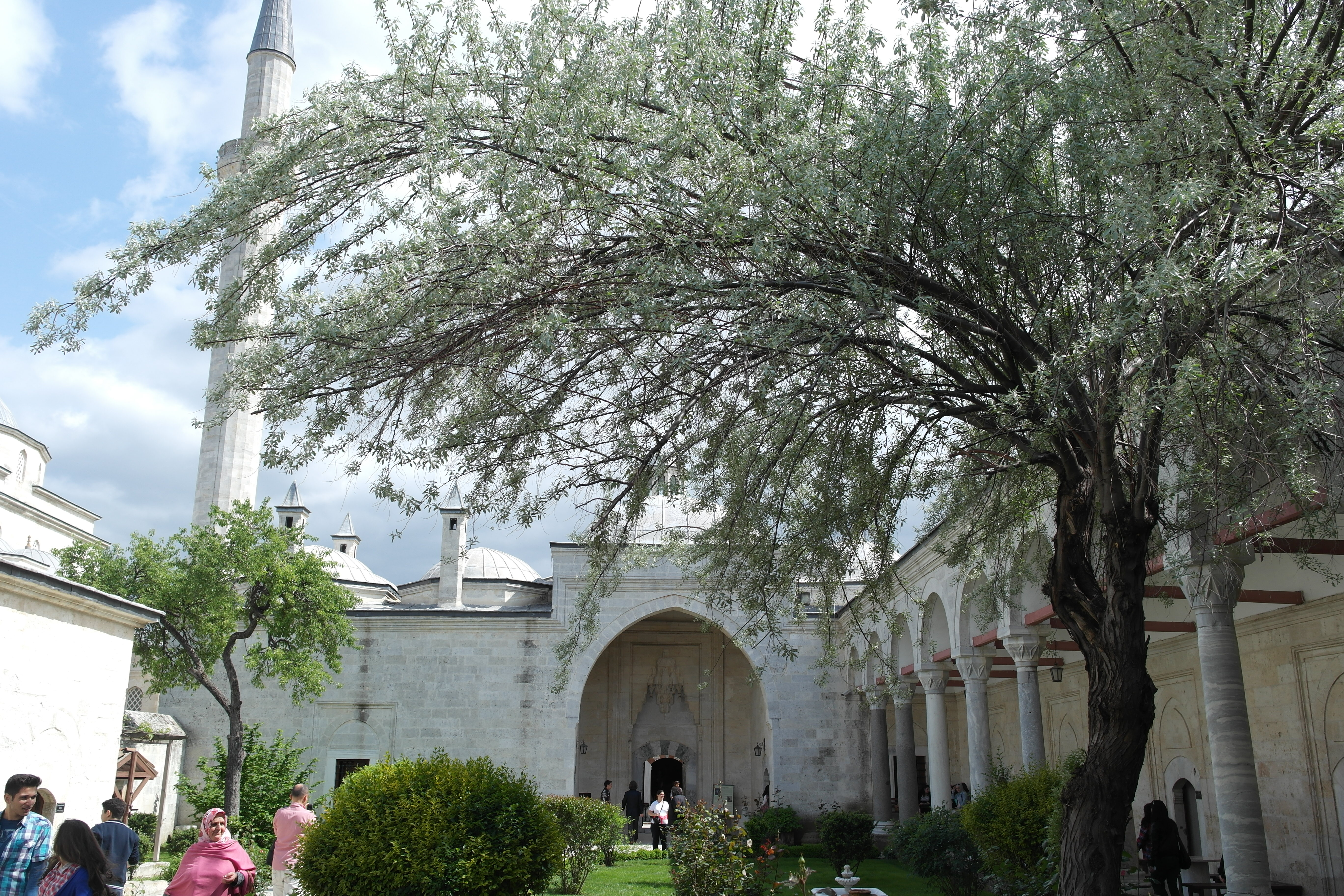
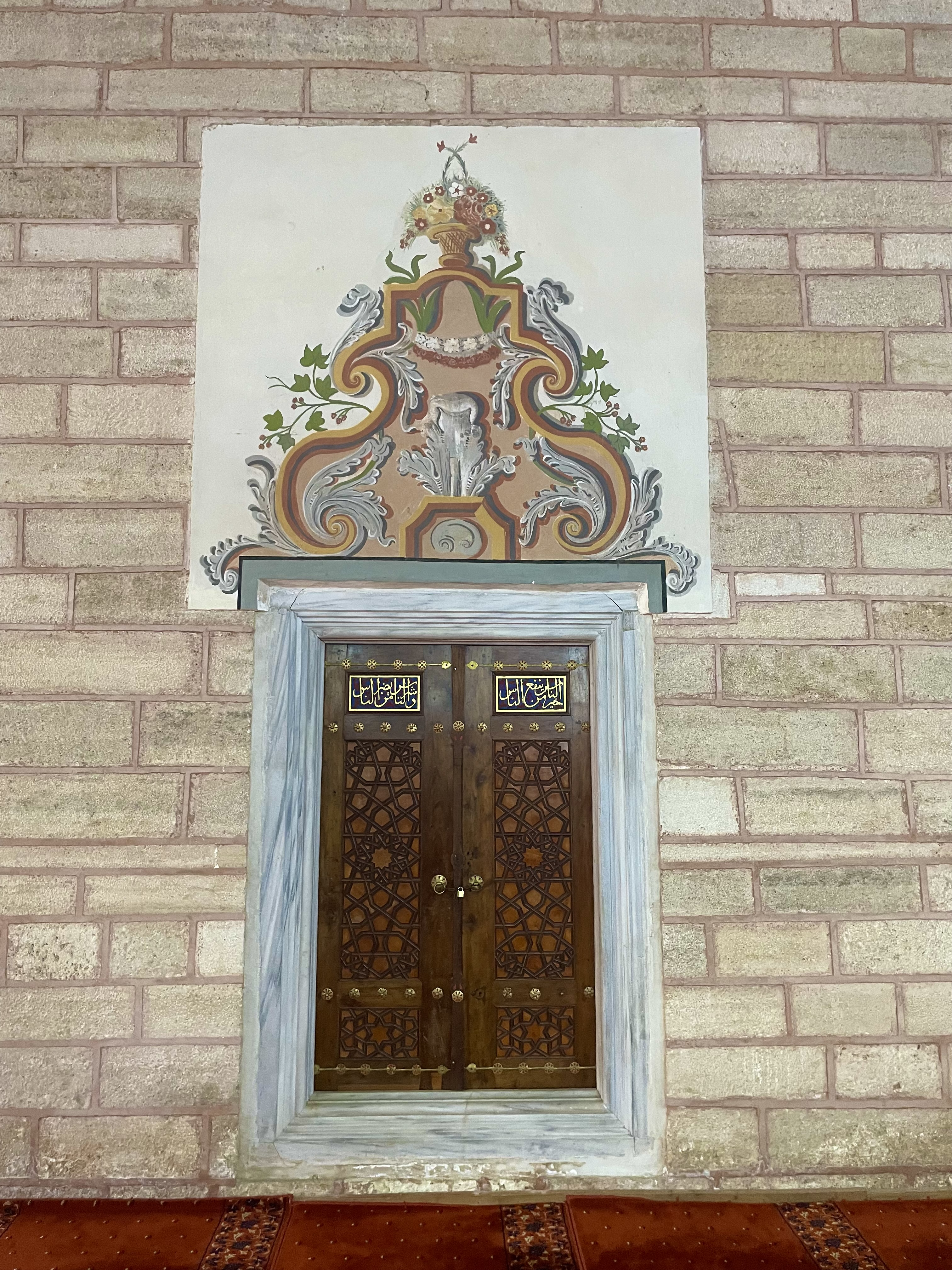

## روابط خارجية
- جولة افتراضية ثلاثية الأبعاد لمسجد بايزيد الثاني بإدرنة نسخة محفوظة 2010-11-16 على موقع واي باك مشين.